# مارسين تشيفلاكوف
مارسين تشيفلاكوف (بالبولندية: Marcin Żewłakow)‏ (مواليد 22 أبريل 1976) هو لاعب كرة قدم. يلعب مع منتخب بولندا لكرة القدم. سبق له أن لعب في كأس العالم لكرة القدم مع منتخب بلاده.

## روابط خارجية
- مارسين تشيفلاكوف على موقع الاتحاد الدولي (مؤرشف)  (الإنجليزية)
- مارسين تشيفلاكوف على موقع الاتحاد الأوربي (الإنجليزية)
- مارسين تشيفلاكوف على موقع قاعدة بيانات كرة القدم.إي يو (الإنجليزية)
- مارسين تشيفلاكوف على موقع ناشيونال فوتبول تيمز (الإنجليزية)
- مارسين تشيفلاكوف على موقع Soccerbase.com (لاعب) (الإنجليزية)
- مارسين تشيفلاكوف على موقع عالم كرة القدم.نت (الإنجليزية)